# Toquinho

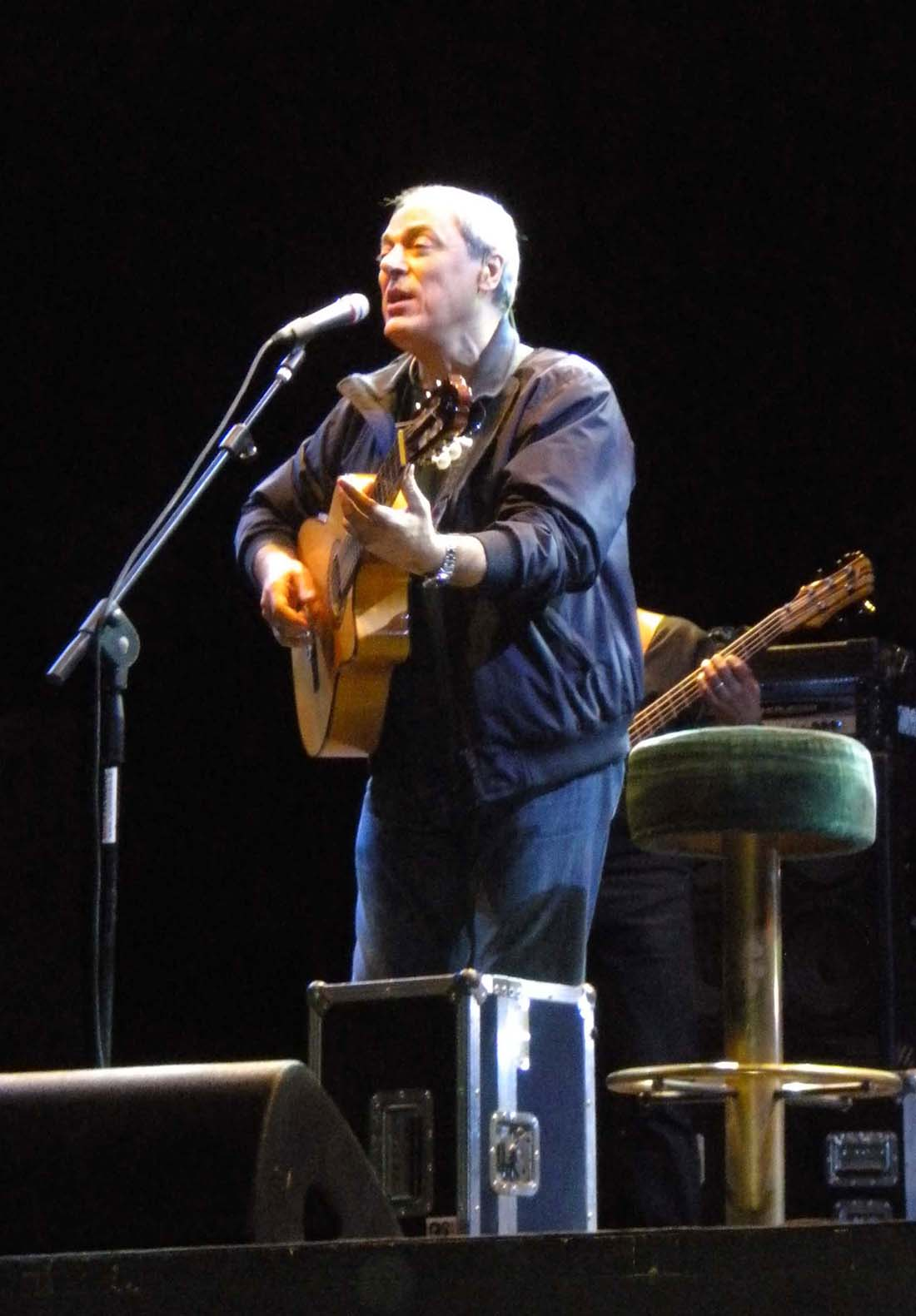
Toquinho la Cremona (5 august 2010)

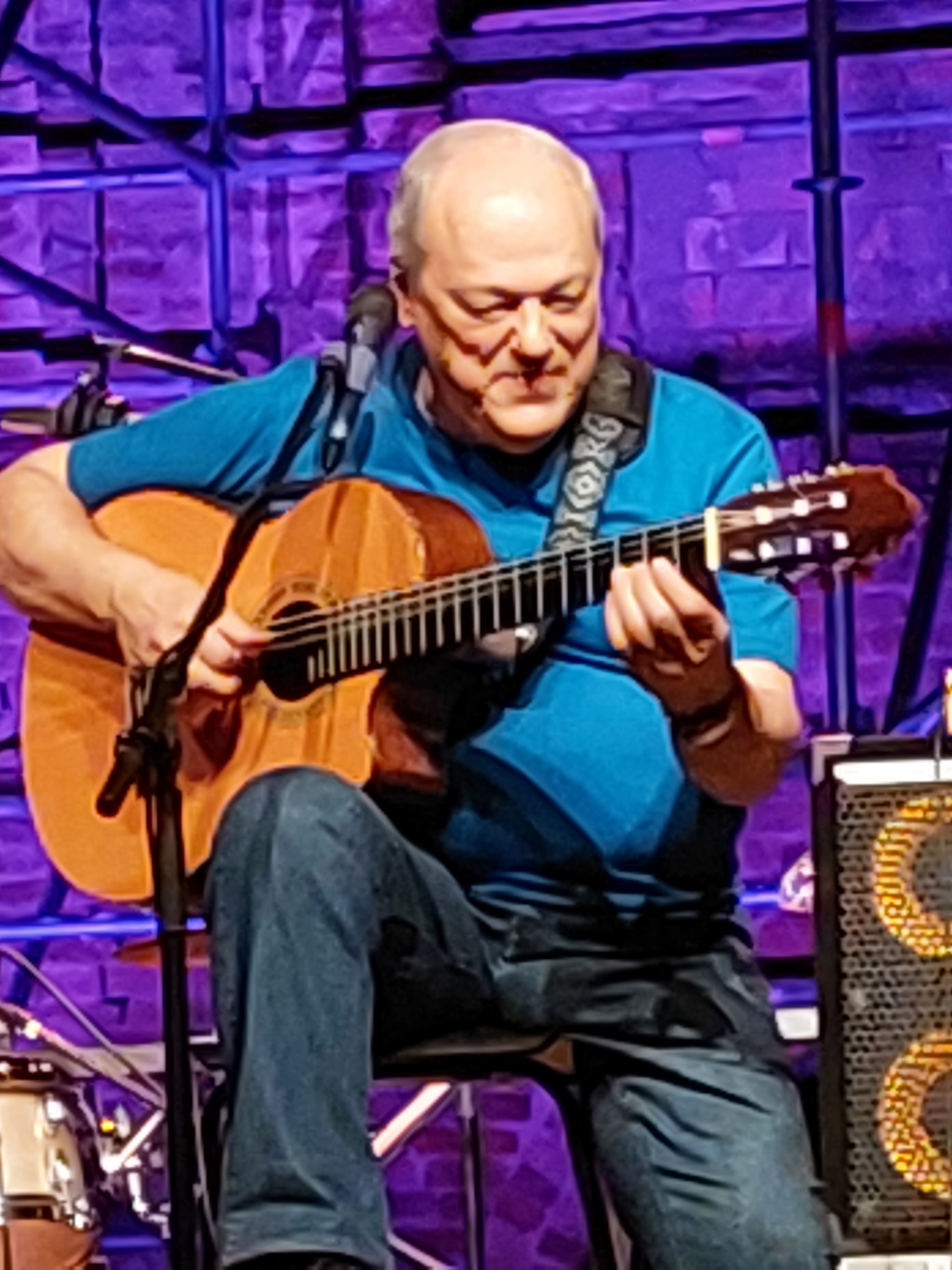
Toquinho la Piacenza (27 iulie 2022)

Antônio Pecci Filho (n. 6 iulie 1946, São Paulo, São Paulo, Brazilia), cunoscut sub numele Toquinho, este un chitarist și cântăreț brazilian, de origine italiană: bunicul său patern s-a născut în Toro, în Molise, iar bunica sa paternă s-a născut în Calabria; bunicii materni proveneau din Mantua.
A înregistrat șaisprezece albume cu Vinicius de Moraes și alte albume, colaborând în special cu Ornella Vanoni.

## Selecție de cântece
- 1966: O Violão de Toquinho
- 1969: La vita, amico, é l'arte dell'incontro
- 1970: Toquinho
- 1970: Vinicius de Moraes en "La Fusa" con Maria Creuza y Toquinho
- 1971: Como Dizia o Poeta...Música Nova
- 1971: Per vivere un grande amore
- 1971: São Demais Os Perigos Desta Vida...
- 1971: Toquinho e Vinícius
- 1971: Vinicius + Bethania + Toquinho en La Fusa (Mar Del Plata)
- 1972: Vinícius Canta "Nossa Filha Gabriela"
- 1973: O Bem Amado
- 1973: Poeta, Moça e Violão - Vinicius, Clara Nunes, Toquinho
- 1973: Toquinho & Guarnieri - Botequim
- 1974: Toquinho - Boca da Noite
- 1974: Toquinho, Vinícius e Amigos
- 1974: Fogo sobre Terra
- 1974: Toquinho e Vinícius
- 1975: Vinícius - Toquinho
- 1975: Toquinho e Vinícius - O Poeta e o Violão
- 1976: La voglia, la pazzia, l'incoscienza, l'allegria
- 1976: Toquinho - Il Brasile nella chitarra strumentale - Torino - Itália
- 1976: Toquinho Tocando 1977
- 1977: The Best of Vinicius & Toquinho
- 1977: Tom, Vinícius, Toquinho, Miúcha
- 1978: Enciclopédia da Música Brasileira - Toquinho
- 1978: Toquinho Cantando - Pequeno Perfil de um Cidadão Comum
- 1979: 10 Anni di Toquinho e Vinícius
- 1980: Paulinho Nogueira e Toquinho - Sempre Amigos
- 1980: Um Pouco de Ilusão
- 1980: A Arca de Noé
- 1980: A Arca de Noé - 2
- 1981: Toquinho, la chitarra e gli amici
- 1981: Doce Vida
- 1982: Toquinho ao Vivo em Montreaux
- 1983: Toquinho - Acquarello
- 1983: Toquinho - Acuarela
- 1983: Toquinho - Aquarela
- 1983: Casa de Brinquedos
- 1984: Sonho Dourado
- 1984: Bella la vita
- 1985: A Luz do Solo
- 1986: Coisas do Coração
- 1986: Le storie di una storia sola
- 1986: Vamos Juntos - Live al Bravas Club'86 di Tokyo
- 1987: Canção de Todas as Crianças
- 1988: Made in Coração
- 1989: Toquinho in Canta Brasil
- 1989: Toquinho - À Sombra de um Jatobá
- 1990: Toquinho Instrumental
- 1992: El viajero del sueño
- 1992: Il viaggiatore del sogno
- 1992: O Viajante do Sonho
- 1993: La vita è l'arte dell'incontro
- 1994: Trinta Anos de Música
- 1996: Toquinho e Suas Canções Preferidas
- 1997: Canções dos Direitos da Criança
- 1997: Brasiliando
- 1999: Toquinho - Italiano
- 1999: Toquinho - Paulinho Nogueira
- 1999: Vivendo Vinicius - Ao Vivo - cun Baden Powell, Carlos Lyra, Miúcha e Toquinho
- 1999: Sinal Aberto - Toquinho e Paulinho da Viola
- 2001: Coleção Toquinho e Orquestra
- 2001: Canciones de los derechos de los niños
- 2001: DVD - Toquinho
- 2002: Toquinho - Amigos e Canções
- 2002: Herdeiros do Futuro - cun Projeto Guri
- 2002: Ensinando a Viver
- 2002: Toquinho e Orquestra Jazz Sinfônica
- 2003: Só tenho tempo pra ser feliz
- 2003: Toquinho - Le canzoni della mia vita
- 2004: Toquinho - Bossa Nova Forever
- 2004: DVD Toquinho - Tributo alla Bossa Nova
- 2005: CD / DVD - Toquinho no Mundo da Criança
- 2005: DVD - Só tenho tempo pra ser feliz - Dal vivo
- 2005: Mosaico
- 2005: Passatempo - Retrato de uma época
- 2007: DVD - Passatempo - Retrato de uma época